# Gino Cervi
Gino Cervi, född 18 februari 1901 i Bologna, Emilia-Romagna, död 3 januari 1974 i Punta Ala, Toscana, var en italiensk skådespelare.
Cervi är mest känd i rollen som Don Camillos trätobroder, den kommunistiske borgmästaren "Peppone" Bottazzi i fem filmer baserade på boken Don Camillo och hans lilla värld.

## Utmärkelser
Cervi vann Nastro d'argentos pris för bästa manliga biroll 1946 för Le miserie del signor Travet.

## Roller i urval
- 1938 – Järnborgen
- 1942 – Fyra steg i det blå
- 1945 – Le miserie del signor Travet
- 1948 – Anna Karenina
- 1950 – En kärlekskrönika
- 1951 – Skandal i romerska badet
- 1952 – Don Camillo och hans lilla värld
- 1953 – Don Camillos återkomst
- 1953 – Damen utan kamelior
- 1953 – Om Versailles kunde berätta
- 1954 – Una donna libera
- 1953 – Ödets perrong
- 1955 – Upp till kamp med Don Camillo
- 1958 – Sans famille
- 1959 – Den nakna skönheten
- 1960 – Det glada livet
- 1961 – Don Camillo ser rött
- 1962 – Roaring Years
- 1962 – Synden straffar sig själv
- 1964 – Becket
- 1965 – Don Camillo reser österut